# Klomipramin
A klomipramin terápiás hatása feltevések szerint a szinaptikus résbe áramlott noradrenalin (NA) és szerotonin (5-HT) újrafelvételének gátlásán alapul, amelyek közül az 5-HT reuptake gátlás a legfontosabb. Ezenkívül széles farmakológiai spektrumban fejt ki hatást, ami magában foglalja az adrenolitikus, az antikolinerg, az antihisztamin és az antiszerotoninerg (5-HT-receptorgátló) hatást is.
A depressziós szindróma egészére gyakorolt hatása gyorsan kialakul, beleértve az alapvető, típusos tüneteket, mint a pszichomotoros lelassulás, a depressziós hangulat és a szorongás. Hatása rendszerint már 2–3 heti kezelés után jelentkezik.
Specifikus, antidepresszáns hatásától megkülönböztethető hatást fejt ki az obszesszív-kompulzív zavarral szemben. Krónikus fájdalmak esetén hatását elsősorban a szerotonin és a noradrenalin neurotranszmisszió fokozása útján fejti ki.
A szerotonin újrafelvételét azonban erősebben gátolja, mint a többi triciklusos antidepresszivum.
A VIII. Magyar Gyógyszerkönyvben Clomipramini hydrochloridum    néven hivatalos.  

## Készítmények
- ANAFRANIL
- ANAFRANIL SR

## Fordítás
- Ez a szócikk részben vagy egészben  a   Clomipramine című angol Wikipédia-szócikk fordításán alapul.  Az eredeti cikk szerkesztőit annak laptörténete sorolja fel. Ez a jelzés csupán a megfogalmazás eredetét és a szerzői jogokat jelzi, nem szolgál a cikkben szereplő információk forrásmegjelöléseként.